# العلاقات البريطانية الرواندية
العلاقات البريطانية الرواندية هي العلاقات الثنائية التي تجمع بين المملكة المتحدة ورواندا.

## مقارنة بين البلدين
هذه مقارنة عامة ومرجعية للدولتين:
| وجه المقارنة                                              | المملكة المتحدة                 | رواندا                                        |
| --------------------------------------------------------- | ------------------------------- | --------------------------------------------- |
| المساحة (كم2)                                             | 242.50 ألف                      | 26.34 ألف                                     |
| عدد السكان (نسمة)                                         | 66.02 مليون                     | 12.21 مليون                                   |
| الكثافة السكانية (ن./كم²)                                 | 272.25                          | 463.55                                        |
| العاصمة                                                   | لندن                            | كيغالي                                        |
| اللغة الرسمية                                             | لغة إنجليزية، اللغة الويلزية    | اللغة الكينيارواندا، لغة إنجليزية، لغة فرنسية |
| العملة                                                    | جنيه إسترليني                   | فرنك رواندي                                   |
| الناتج المحلي الإجمالي (بليون دولار)                      | 2.62 تريليون                    | 9.14 مليار                                    |
| الناتج المحلي الإجمالي (تعادل القوة الشرائية) بليون دولار | 2.72 تريليون                    | 20.46 مليار                                   |
| الناتج المحلي الإجمالي الاسمي للفرد دولار أمريكي          | 43.88 ألف                       | 697                                           |
| الناتج المحلي الإجمالي للفرد دولار أمريكي                 | 40.23 ألف                       | 1.66 ألف                                      |
| مؤشر التنمية البشرية                                      | 0.907                           | 0.483                                         |
| رمز المكالمات الدولي                                      | +44                             | +250                                          |
| رمز الإنترنت                                              | .uk، .gb                        | .rw                                           |
| المنطقة الزمنية                                           | توقيت غرينيتش، توقيت غرب أوروبا | ت ع م+02:00                                   |

## منظمات دولية مشتركة
يشترك البلدان في عضوية مجموعة من المنظمات الدولية، منها:
| علم المنظمة | اسم المنظمة                               | تاريخ انضمام المملكة المتحدة | تاريخ انضمام رواندا |
| ----------- | ----------------------------------------- | ---------------------------- | ------------------- |
|             | مؤسسة التنمية الدولية                     | 24 سبتمبر 1960               | 30 سبتمبر 1963      |
|             | يونسكو                                    | 4 نوفمبر 1946                | 7 نوفمبر 1962       |
|             | وكالة ضمان الاستثمار متعدد الأطراف        | 12 أبريل 1988                | 27 سبتمبر 2002      |
|             | الأمم المتحدة                             | 24 أكتوبر 1945               | 18 سبتمبر 1962      |
|             | دول الكومنولث                             | 11 ديسمبر 1931               | ?                   |
|             | الاتحاد البريدي العالمي                   | ?                            | ?                   |
|             | البنك الدولي للإنشاء والتعمير             | 27 ديسمبر 1945               | 30 سبتمبر 1963      |
|             | مجلس الأمن التابع للأمم المتحدة           | 24 أكتوبر 1945               | 2013                |
|             | الاتحاد الدولي للاتصالات                  | 24 فبراير 1871               | 12 ديسمبر 1962      |
|             | منظمة حظر الأسلحة الكيميائية              | ?                            | ?                   |
|             | مؤسسة التمويل الدولية                     | 20 يوليو 1956                | 6 نوفمبر 1975       |
|             | المركز الدولي لتسوية المنازعات الاستشارية | 18 يناير 1967                | 14 نوفمبر 1979      |
|             | منظمة التجارة العالمية                    | 1995                         | ?                   |
|             | منظمة الشرطة الجنائية الدولية             | ?                            | ?                   |
|             | البنك الإفريقي للتنمية                    | ?                            | ?                   |

## وصلات خارجية
- موقع وزارة الخارجية البريطانية
- موقع وزارة الخارجية الرواندية